# Chasing the Rain (Film)
Chasing the Rain ist ein Filmdrama von Cindy Jansen, das am 18. Dezember 2020 in das Programm von Amazon Prime Video aufgenommen wurde.

## Handlung
Der Fotograf Eric ist bemüht, sich in ein bodenständiges Leben einzufügen, doch nach einer persönlichen Tragödie gelingt ihm dies nicht mehr.

## Produktion

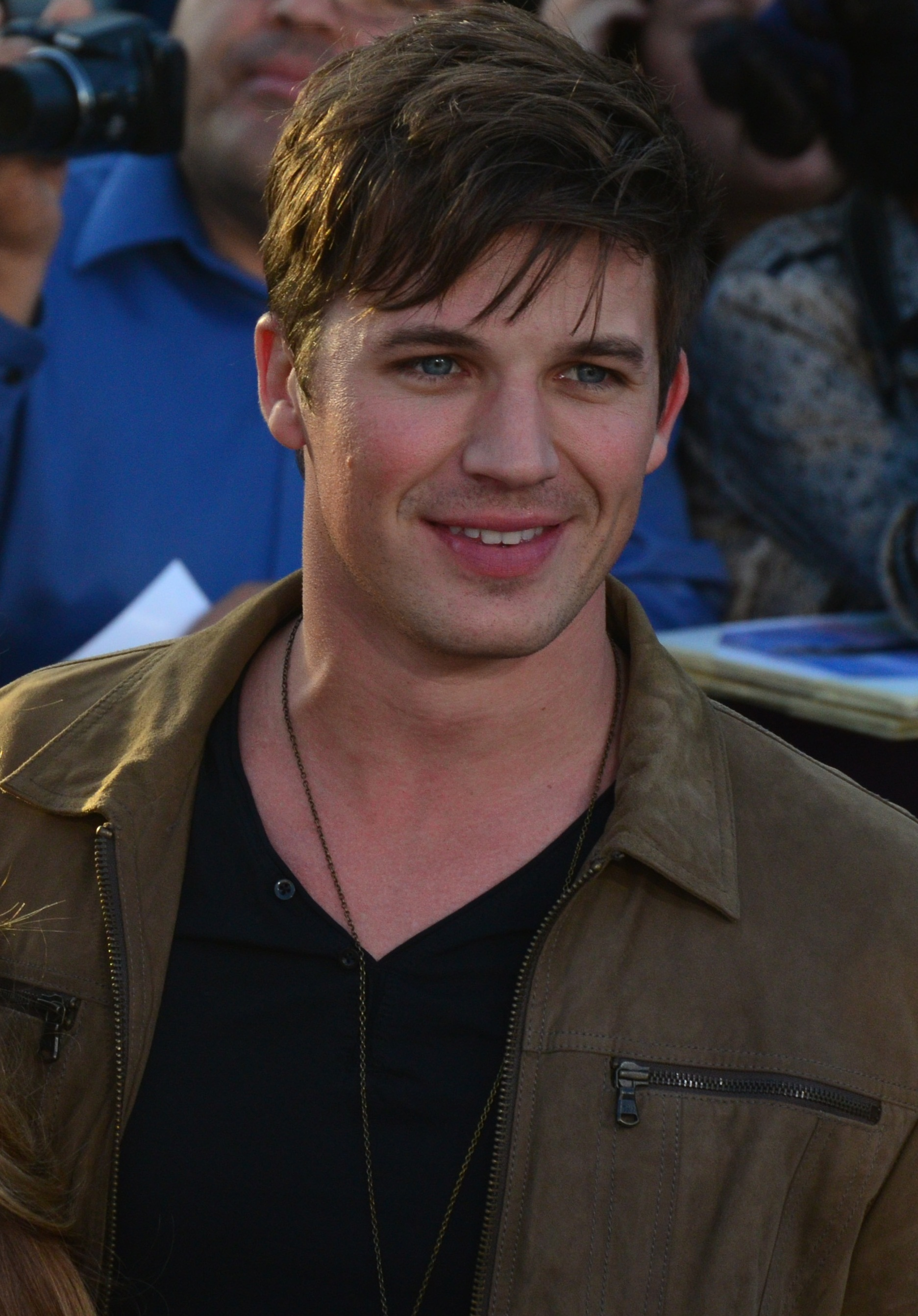
Matt Lanter spielt in der Hauptrolle Eric

Es handelt sich bei Chasing the Rain um das Filmdebüt von Cindy Jansen, die Regie führte und auch das Drehbuch schrieb. Die als Musikerin und Autorin tätige Sozialarbeiterin arbeitet in einer Task Force zur Heroinprävention und ist zudem für Projekte tätig, die sich für sauberes Wasser und gegen Menschenhandel einsetzen.
Matt Lanter spielt in der Hauptrolle Eric.
Mitte Dezember 2020 wurde der erste Trailer vorgestellt, bevor der Film kurz danach, am 18. Dezember 2020, in das Programm von Amazon Prime Video aufgenommen wurde.